# 드라비다인
드라비다인은 드라비다어족에 속하는 언어를 사용하는 민족의 총칭이다. 이들은 주로 남인도에서 볼 수 있으며, 중부 인도의 일부 지방, 스리랑카, 방글라데시, 파키스탄, 이란에도 거주한다. 드라비다인들은 북인도에 거주하는 인도아리아인들과 유전적으로 확연히 다르다. 드라비다인들의 기원에 대해서는 아직 확실하게 밝혀진 것이 없는데, 인도에서 기원했다는 설, 서아시아에서 기원하여 인도 아대륙으로 이주해 정착했다는 설, 인더스 문명을 이들의 기원과 연관짓는 설 등의 여러 가지 설들이 제기되고 있다.

## 같이 보기
- 드라비다어족
- 호머 헐버트